# 박경록
박경록(한국 한자: 朴景祿, 1994년 9월 30일 ~ )은 대한민국의 축구 선수로, 포지션은 센터백이다. 현재 K리그2 김포 FC 소속이다.